# Ley de Bartholomae
La ley de Bartholomae, llamada así en honor al lingüista Christian Bartholomae, es una ley fonética indoeuropea que afecta a la familia indoirania. La ley dice que, en un grupo consonántico de dos o más obstruyentes (oclusivas o la sibilante *s) y una de ellas es una oclusiva aspirada sonora, la secuencia se vuelve aspirada y sonora. Así, el participio de la raíz indoeuropea *bʰewdʰ- "aprender", *bʰudʰ-to- "culto" pierde su aspiración por la ley de Grassmann y, aplicando la ley de Bartholomae, da lugar al sánscrito buddha (el grupo *-dʰt- da como resultado -ddʰ-).